# Spathius pompelon
Spathius pompelon är en stekelart som beskrevs av Nixon 1943. Spathius pompelon ingår i släktet Spathius och familjen bracksteklar. Inga underarter finns listade i Catalogue of Life.